# Registro de temperaturas

Media global del cambio de temperatura en tierra y mar en 1880-2014, respecto a la media de 1951-1980. La línea negra es la media anual y la roja la media móvil de cinco años. Las barras verdes indican estimaciones de incertidumbre. Fuente: NASA GISS.

El registro de temperaturas muestra las fluctuaciones de la temperatura de la atmósfera y de los océanos a través de varios tramos de tiempo. La información más detallada existente comienza en 1850, cuando empiezan los registros metódicos de termometría. Existen numerosas estimaciones de temperaturas desde finales de la glaciación del Pleistoceno, particularmente durante la época del Holoceno, y periodos más antiguos son estudiados por la paleoclimatología.
Los cambios de temperatura varían a lo largo del mundo, pero desde 1880, la temperatura promedio de la superficie de la Tierra ha aumentado alrededor de 0.8 °C. La velocidad de calentamiento casi se duplicó en la segunda mitad de dicho periodo (0.13 ± 0.03 °C por década, versus 0.07 ± 0.02 °C por década). El efecto isla de calor es muy pequeño, estimado en menos de 0.002 °C de calentamiento por década desde 1900. Desde 1979 y según las mediciones de temperatura por satélite, las temperaturas en la troposfera inferior se han incrementado entre 0.13 y 0.22 °C por década. Los proxies climáticos demuestran que la temperatura se ha mantenido relativamente estable durante mil o dos mil años hasta 1850, con fluctuaciones que varían regionalmente tales como el período cálido medieval y la Pequeña edad de hielo.
El calentamiento que se evidencia en los registros de temperatura instrumental es coherente con una amplia gama de observaciones, de acuerdo con lo documentado por muchos equipos científicos independientes. Algunos ejemplos son la subida del nivel del mar debido a la fusión de la nieve y el hielo y la expansión del agua al calentarse por encima de 3.98 °C (dilatación térmica), el derretimiento generalizado de la nieve y el hielo con base en tierra, el aumento del contenido oceánico de calor, el aumento de la humedad y la precocidad de los eventos primaverales, por ejemplo, la floración de las plantas. La probabilidad de que estos cambios pudieran haber ocurrido por azar es virtualmente cero.
Mucho del calentamiento observado ocurrió durante dos periodos: 1910 a 1945 y 1976 a 2000; la zona de enfriamiento de 1945 a 1976 ha sido mayormente atribuida al aerosol de sulfato. Sin embargo, un estudio en 2008 sugirió que la caída de temperatura de cerca de 0.3 °C en 1945 se podría deber al aparente resultado de sesgos instrumentales no corregidos en la temperatura del mar.
Dieciséis de los diecisiete años más cálidos del registro instrumental han ocurrido desde 2000. Pese a que los años récords pueden atraer considerable interés público, los años individuales son menos significativos que la tendencia general. Debido a ello algunos climatólogos han criticado la atención que la prensa popular da a las estadísticas del «año más caluroso»; por ejemplo, Gavin Schmidt señaló que «las tendencias a largo plazo o la serie prevista de récords son mucho más importantes que si un año particular es récord o no».

## Desde 1850

### Mediciones instrumentales

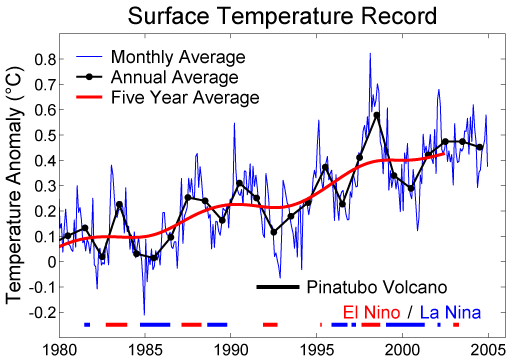
Últimos 25 años de variación de temperatura.

El registro instrumental de temperaturas muestra las fluctuaciones de las temperaturas atmosféricas y en los océanos, medidos por sensores. El periodo donde existen registros instrumentales razonablemente fiables de superficie con cobertura casi global es generalmente considerado que inicia en 1850. Existen registros anteriores, como el de las temperaturas de Inglaterra Central desde finales del siglo XVII, pero con cobertura más escasa y menos estandarización instrumental.
En la actualidad, el Centro Hadley mantiene el HADCRUT3, un conjunto de datos globales de temperaturas superficiales, NASA mantiene GISTEMP, que provee una medición de las temperaturas cambiantes superficiales con resolución mensual desde 1880, y la National Oceanic and Atmospheric Administration (NOAA) mantiene la Red Climatológica Global Histórica (GHCN-Mensual) base de datos que contiene temperaturas históricas, precipitaciones, y presiones de miles de estaciones de tierra del mundo. La National Climatic Data Center (NCDC) también mantiene un registro de temperaturas desde 1880.
Los datos registrados de temperaturas provienen de mediciones de estaciones en tierra y de buques. En tierra, los sensores de temperatura se resguardan en «abrigos meteorológicos Stevenson» o en sistemas de temperatura máx-mín (MMTS). Los registros marinos consisten en buques de superficie que toman lecturas de temperatura del aire (de entradas de aire al motor) y del agua (de cubos). Luego los registros de tierra y de agua se comparan. Las mediciones de tierra y de agua y las calibraciones de los instrumentos es responsabilidad de los servicios nacionales de meteorología. La estandarización de métodos se organiza a través de la Organización Meteorológica Mundial, y de su predecesora, la Organización Meteorológica Internacional.
En la actualidad, la mayoría de las observaciones meteorológicas se toman para su uso en previsiones meteorológicas. Centros como el Centro Europeo de Previsiones Meteorológicas a Plazo Medio mostrando cartas instantáneas de su cobertura; o el Centro Hadley con la cobertura de medias del año 2000. La cobertura de los primeros años del siglo XX y del siglo XIX podrían ser significativamente menores. Mientras los cambios de temperatura varían tanto en tamaño como en dirección de una localidad a otra, el número de lugares distintos se combinan para producir una estimación de la variación media mundial.
Existen preocupaciones sobre posibles incertidumbres en el registro de la temperatura instrumental incluyendo la fracción de la tierra cubierta, los efectos de cambiar los diseños termométricos y de prácticas de observación, y los efectos del cambio de uso de la tierra (urbanizaciones) alrededor de las estaciones de observación. El registro de la temperatura del océano también sufre de cambios en las prácticas (tales como el cambio de la recogida de agua en baldes de lona para medir la temperatura de las tomas de motor) y son afectados por la isla de calor urbano, efecto o cambios en el uso local del suelo y cobertura del suelo (LULC) en la estación de superficie en tierra, etc.
Además de estos registros, también existen desde la década de los 70 mediciones de temperatura por satélite. Aunque los sensores de teledetección no miden temperaturas directamente, sino otros parámetros como la radiancia, existen métodos de conversión que permiten calcular e inferir teóricamente temperaturas de superficie, así como de la troposfera y la estratosfera.

### Mediciones por satélite
Las mediciones de temperatura por satélite en la troposfera comenzaron en 1979. Los registros del globo usable (radiosonda) comenzaron en 1958.
Actualmente (a mayo de 2005) la tendencia en datos basados en los satélites de la versión de Mears et al es de +0,133 °C/década y en la versión 5.1 de Spencer y Christy es de +0,085 °C/década (el S+C ha experimentado recientemente una revisión no explicada, y la tendencia a mayo de 2005 ahora es de 0,12 °C/década). Algunos análisis menos actualizados son Fu et al, con 0,2 °C/década (de mayo de 2004) y Vinnikov y Grody, con +0,22 °C a 0,26 °C por década (de octubre de 2003). Esto puede compararse con el aumento del registro superficial de aproximadamente 0,06 °C/década durante el último siglo y 0,15 °C/década desde 1979.
En el IPCC TAR sección 2.2.4 se puede encontrar una extensa comparación y análisis de las tendencias de las distintas fuentes de datos y períodos.

### Tendencias
Desde 1979, las temperaturas en tierra han aumentado casi el doble de rápido que las temperaturas oceánicas (0.25 °C por década frente a 0.13 °C por década). Las temperaturas del océano aumentan más lentamente que las terrestres debido a la mayor capacidad calórica efectiva de los océanos y porque estos pierden más calor por evaporación. Desde el comienzo de la industrialización la diferencia térmica entre los hemisferios se ha incrementado debido al derretimiento de la banquisa y la nieve en el Polo Norte. Las temperaturas medias del Ártico se han incrementado a casi el doble de la velocidad del resto del mundo en los últimos 100 años; sin embargo, las temperaturas árticas además son muy variables. A pesar de que en el hemisferio norte se emiten más gases de efecto invernadero que en el hemisferio sur, esto no contribuye a la diferencia en el calentamiento debido a que los principales gases de efecto invernadero persisten el tiempo suficiente para mezclarse entre ambas mitades del planeta.
La inercia térmica de los océanos y las respuestas lentas de otros efectos indirectos implican que el clima puede tardar siglos o más para modificarse a los cambios forzados. Estudios de compromiso climático indican que incluso si los gases de invernadero se estabilizaran en niveles del año 2000, aún ocurriría un calentamiento adicional de aproximadamente 0.5 °C.
La temperatura global está sujeta a fluctuaciones de corto plazo que se superponen a las tendencias de largo plazo y pueden enmascararlas temporalmente. La relativa estabilidad de la temperatura superficial en 2002-2009, periodo bautizado como el hiato en el calentamiento global por los medios de comunicación y algunos científicos, es coherente con tal incidente. Actualizaciones realizadas en 2015 para considerar diferentes métodos de medición de las temperaturas oceánicas superficiales muestran una tendencia positiva durante la última década.

## Último milenio
El registro de temperaturas del último milenio es la reconstrucción del registro de temperaturas promedio desde el año 1000 en el hemisferio norte, posteriormente extendido hasta el año 1, y luego también cubriendo el hemisferio sur.
Como solo se cuenta con un registro confiable de la temperatura superficial desde 1850, es necesario usar distintos indicadores indirectos —llamados proxies— para reconstruir las temperaturas anteriores. Estos incluyen anchos de anillos de árboles, crecimiento de corales y variaciones isotópicas en núcleos de hielo. Sin embargo, la cobertura de estos proxies es escasa: incluso los mejores registros proxy contienen observaciones muy inferior a las grandes épocas de los registros de observación. Además, existen problemas en la conexión de los proxies (por ejemplo, ancho de anillos de árboles) a la variable de interés (por ejemplo temperatura).
El estudio del clima del pasado es de interés para los científicos, pues mejora la comprensión de la variabilidad climática actual y proporciona una mejor base para las proyecciones futuras del clima. En particular, si la naturaleza y la magnitud de la variabilidad natural del clima se puede establecer, los científicos serán capaces de detectar en mejor manera las contribuciones antropogénicas al calentamiento global. Cabe aclarar que, no obstante, a pesar de que la reconstrucción de las temperaturas obtenidas desde los datos que brindan los proxies nos ayudan a entender las características de la variación del clima natural, esto se basa en una amplia variedad de metodologías en las que las reconstrucciones de proxy son solo una pequeña parte.

## Últimos 800 milenios

Grafos mostrando variaciones, y relativa estabilidad del clima durante los últimos 12 milenios.

### Paleoclimatología
Muchas estimaciones de temperaturas del pasado tienen que ver con la historia de la Tierra. El campo de la paleoclimatología incluye los registros de temperatura antiguos. Como el presente artículo está orientado a las temperaturas recientes, la atención se centra aquí en los acontecimientos desde la retirada de los glaciares del Pleistoceno. Los diez milenios de la época del Holoceno cubren mucho de ese periodo, desde el fin del Dryas Reciente del Hemisferio Norte con un enfriamiento de más de un milenio. El Óptimo Climático del Holoceno fue generalmente más cálido que el siglo XX, pero numerosas variaciones regionales se han observado desde el comienzo del Dryas Reciente.

### Registro de largo término de núcleos de hielo

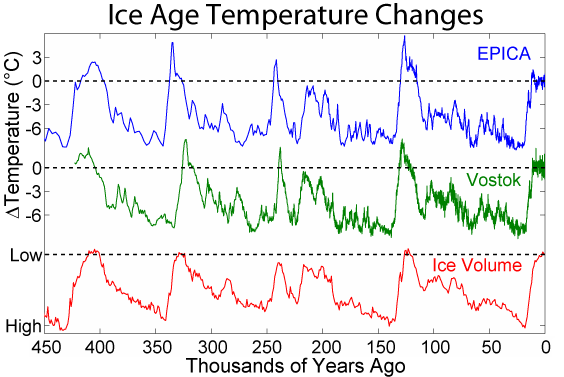
Curvas de temperaturas reconstruidas en dos localidades de Antártida y registro global de variaciones en el volumen de hielo glacial. La fecha actual está a la izq. del grafo.

Incluso los registros a largo plazo existen para unos pocos sitios: las muestras EPICA (acrónimo en inglés: Proyecto Europeo de Muestreo de Hielo en Antártica) alcanzaron 800 k/año; otros han alcanzado cien milenios. Las muestras EPICA cubren ocho ciclos glacial/interglaciares. El Proyecto de muestras de hielo del norte de Groenlandia (NGRIP) llega hasta 5 k/año dentro del interglacial Riss-Würm (o interglacial Eemiano). Si bien la gran escala de las señales de los núcleos son claras, hay problemas de interpretación de los detalles, y la conexión de la variación de la señal isotópica de la temperatura.

### Evidencia geológica de cambios de temperaturas pasadas
En escalas de tiempo más largo, las muestras de núcleos de sedimento muestran que los ciclos de glaciales-interglaciares son parte de una fase de profundización dentro de una edad de hielo prolongada que se inició con la glaciación de Antártida hace aproximadamente cuarenta millones de años. Esta fase de profundización, y los ciclos de acompañamiento, en gran parte se iniciaron aproximadamente tres millones de años atrás con el crecimiento de las capas de hielo continentales en el Hemisferio Norte. Los cambios graduales en el clima de la Tierra, de ese tipo, han sido frecuentes durante la existencia de los cuatro mil quinientos millones de años de la Tierra, y con mayor frecuencia son atribuidos a cambios en la configuración de los continentes y de los océanos.

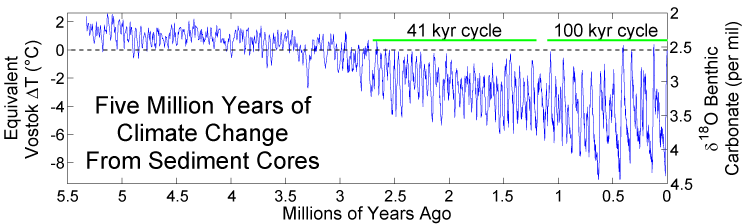
Cambio climático en cinco mil milenios; la fecha actual a la extrema der. del grafo.